# 寒河江兼広
寒河江 兼広（さがえ かねひろ）は、戦国時代から安土桃山時代にかけての武将。寒河江氏17代当主。寒河江城主10代。

## 生涯
享禄2年（1529年）、出羽国寒河江城主・寒河江広種の子として誕生。
天文15年（1546年）、父・広種の死により家督を継ぐ。宗家にあたる出羽吉川氏の吉川政時の娘を娶るが男子には恵まれず、庶流の白岩宗広の娘を側室として支配基盤の確立を目指した。なお、正室の姉妹たちは谷地城主・白鳥長久、八ッ沼城主・貴志美作守に嫁いでおり、出羽吉川氏との縁戚関係を軸とした同盟関係にあった。先代・広種が最上氏庶流（中野氏・楯岡氏・山野辺氏）を軸とした同盟関係を結んだのとは対照的である。
天文の乱より勢力拡大を始めた最上氏に対して、大宝寺氏とともに盟約を結ぼうとするが、破談となる（「土佐林禅棟八月六日付寒河江殿宛書状」）。永禄3年（1560年）、最上義守・義光父子に寒河江城を攻められるも撃退した。ところが、この戦いの影響からか溝延氏・白岩氏・左沢氏などの支流一族が独立傾向を強めた。翌年の舞童帳では慈恩寺の檀那として名を連ねたり、寒河江氏の許可を得ずに自ら安堵状を発給するようになった。天正2年（1574年）、天正最上の乱では兼広が最上義光に付いたのに対し、溝延氏・白岩氏・左沢氏は伊達輝宗・最上義守に付くという分裂状態になる。同年1月、溝延らと白鳥長久・天童氏・蔵増氏・野辺沢氏などから共に攻められ、寒河江城は本丸を残して破壊された。
兼広は、この攻撃により伊達氏に下ったが、7月になり再び最上義光に伺候する。それを知った伊達輝宗は怒り、自ら屋代荘新宿（現・山形県高畠町）まで出馬。中野氏・高擶氏・蔵増氏・天童氏に書状を出し出陣を求め、亘理元宗・留守政景も参陣し一触即発の状態となったが、伊達氏と最上氏の間に和睦の兆しとなったため引いた。また、8月に伊達氏と最上氏が楢下にて争い、9月になると和睦が成立したことで再び攻められることはなかった。
その後、執政を務める柴橋頼綱の兄で出羽吉川氏を継いでいた高基が兼広の娘を室とし、寒河江氏を継いだ。
天正6年（1578年）6月8日、死去。

## 逸話
- 兼広の生前、最上義光の嫡男・義康に娘を嫁がせ寒河江氏の後継とする密約があったという。しかし実際は、寒河江高基が娘を娶り跡を継いでしまったため、最上氏との間に確執を生ずることになったという。
- 兼広には二人の娘がおり、一人は寒河江高基に、もう一人は最上義康に嫁いだという逸話も残るが信憑性に乏しい。最上義康が寒河江城主となった際に正統性を得るために創られた逸話であろうという。
- 京で没落した蜷川親世が大宝寺家臣・土佐林禅棟を頼って下向した際は、兼広の一族・高松氏に預け保護している。そのことから大宝寺氏とは良好な関係を保っていたとみられる[7]。

## 系譜
- 父： 寒河江広種 - 兵部大夫
- 母： 祐林寺殿竹隠林公大禅定尼 - 天文5年（1536年）没。
- 室：吉川政時の娘 - 白鳥長久及び八ッ沼城主貴志美作守の室も吉川政時の娘だという。
- 側室：白岩宗広の娘
- 子女
  - 琴姫 - 寒河江高基室。慶長2年（1597年）常林寺（山形県寒河江市六供町）開基。

### 関連作品
- 天野純希『北天に楽土あり　最上義光伝』徳間書店、2015